# Лисичићи
Лисичићи су насељено место у Босни и Херцеговини у општини Коњиц у Херцеговачко-неретванском кантону које административно припада Федерацији Босне и Херцеговине. Према попису становништва из 1991. у насељу је живјело 238 становника.

## Географија
Насеље се налази на северној обали Јабланичког језера. У изградњи је мост Лисичићи и Челебићи, који ће преко Јабланичког језера повезати Лисичиће, Бутуровић Поље и околна места са магистралном путам Сарајево—Мостар. Дужина моста износит ће 544 и ширина 9,80 метара.
У Лисичићима су нађени остаци из млађег каменог доба
По последњем службеном попису становништва из 1991. године, у насељу Лисичићи живело је 238 становника. Већина становника су били Муслимани.

## Становништво
| Националност       | 1991.           | 1981. | 1971. |
| Муслимани          | 231 (97,06,66%) |       |       |
| Хрвати             | 5 (2,10%)       |       |       |
| Југословени        | 1 (0,42%)       |       |       |
| остали и непознато | 1 (0,42%)       |       |       |
| Укупно             | 238             |       |       |